# Nowy Dwór (gromada w powiecie radziejowskim)
Nowy Dwór – dawna gromada, czyli najmniejsza jednostka podziału terytorialnego Polskiej Rzeczypospolitej Ludowej w latach 1954–1972.
Gromady, z gromadzkimi radami narodowymi (GRN) jako organami władzy najniższego stopnia na wsi, funkcjonowały od reformy reorganizującej administrację wiejską przeprowadzonej jesienią 1954 do momentu ich zniesienia z dniem 1 stycznia 1973, tym samym wypierając organizację gminną w latach 1954–1972.
Gromadę Nowy Dwór z siedzibą GRN w Nowym Dworze utworzono – jako jedną z 8759 gromad na obszarze Polski – w powiecie aleksandrowskim w woj. bydgoskim, na mocy uchwały nr 24/1 WRN w Bydgoszczy z dnia 5 października 1954. W skład jednostki weszły obszary dotychczasowych gromad Brylewo, Bytoń, Litychowo, Morzyce i Nowy Dwór, ponadto miejscowość Niegibalice z dotychczasowej gromady Niegibalice oraz miejscowość Żychlinówek parcele z dotychczasowej gromady Nasiłowo ze zniesionej gminy Bytoń w tymże powiecie. Dla gromady ustalono 19 członków gromadzkiej rady narodowej.
1 stycznia 1956 gromada weszła w skład nowo utworzonego powiatu radziejowskiego w tymże województwie.
1 stycznia 1958 do gromady Nowy Dwór włączono wsie Niegibalice i Nasiłowo z gromady Świątniki, kolonię Stary Radziejów-Wojtówka z gromady Płowce oraz wieś Stary Radziejów z gromady Biskupice w tymże powiecie.
31 grudnia 1959 do gromady Nowy Dwór włączono obszar zniesionej gromady Budzisław, a także wieś Czarnocice oraz miejscowości Grodziska Parcele i Grodziska Osada ze zniesionej gromady Paniewo, w tymże powiecie.
1 stycznia 1972 do gromady Nowy Dwór włączono sołectwa Pścininek, Pścinno, Witowo Nowe, Witowo kolonia, Wandynowo i Stróżewo ze zniesionej gromady Witowo w tymże powiecie.
Gromada przetrwała do końca 1972 roku, czyli do kolejnej reformy gminnej. 1 stycznia 1973 w powiecie radziejowskim utworzono gminę Nowy Dwór.